# ورد مسموم (فلم)
ورد مسموم فيلم دراما مصري من إنتاج سنة 2018. الفيلم من إخراج أحمد فوزي صالح، وتأليف أحمد فوزي صالح، ومن بطولة محمود حميدة، ومريهان مجدي، ومحمد بريقع، وصفاء الطوخي، وإبراهيم النجاري.

## ملخص القصة
- (تحية) فتاة شابة تعمل عاملة مراحيض، ليس لها في الحياة سوى شقيق واحد يدعى (صقر)، وهو الذي تعتمد عليه في كل شيء ويمثل كل أحلامها، لكن ابتعاده عن شقيقته وتخطيطه للهجرة بشكل غير شرعي إلى إيطاليا يتركها متخبطة ووحيدة وتائهة دون أمل في تحقيق ما تصبو إليه.[4]

## طاقم التمثيل
- محمود حميدة[5]
- مريهان مجدي
- محمد بريقع
- صفاء الطوخي
- إبراهيم النجاري

## الإنتاج
- كتب أحمد فوزي صالح قصة الفيلم، وكان الفيلم من إخراج أحمد فوزي صالح، المنتج علي فايز.